# One Day Remains
One Day Remains es el álbum debut de la banda de rock Alter Bridge lanzado en agosto de 2004 por Wind-up Records. Ha logrado ser Disco de Oro en los Estados Unidos al superar las 750.000 copias vendidas. Se dice que el disco recibe su nombre (One Day Remains, traducido al español "Un día restante") de la actitud de los miembros de la banda por vivir cada día como si fuese el último. Además, se sabe que fue uno de los nombres que se barajó para la banda antes de que escogieran finalmente Alter Bridge. Mark Tremonti, guitarrista de la banda, mencionó en una entrevista que el título es una referencia a los títulos impresos que aparecen en la película Donnie Darko.

## Listado de canciones
| N.º | Título                               | Escritor(es)                 | Duración |  |
| 1.  | «Find The Real»                      | Myles Kennedy, Mark Tremonti | 4:43     |  |
| 2.  | «One Day Remains»                    | Myles, Mark                  | 4:05     |  |
| 3.  | «Open Your Eyes»                     | Myles, Mark                  | 4:59     |  |
| 4.  | «Burn It Down»                       | Mark                         | 6:11     |  |
| 5.  | «Metalingus»                         | Myles, Mark                  | 4:19     |  |
| 6.  | «Broken Wings»                       | Mark                         | 5:06     |  |
| 7.  | «In Loving Memory»                   | Mark                         | 5:40     |  |
| 8.  | «Down To My Last»                    | Mark                         | 4:46     |  |
| 9.  | «Watch Your Words»                   | Mark                         | 5:25     |  |
| 10. | «Shed My Skin»                       | Mark                         | 5:08     |  |
| 11. | «The End Is Here»                    | Myles, Mark                  | 4:57     |  |
| 12. | «Save Me» (Bonus Track, Elektra OST) | Mark                         | 3:31     |  |

### Sencillos
| Año  | Título           | Billboard Hot 100 | Mainstream Rock Tracks | Modern Rock Tracks |
| ---- | ---------------- | ----------------- | ---------------------- | ------------------ |
| 2004 | "Open Your Eyes" | #123              | #2                     | #24                |
| 2005 | "Find The Real"  | -                 | #7                     | -                  |
| 2005 | "Broken Wings"   | -                 | #29                    | -                  |